# Scott Frank
Scott Frank (Fort Walton Beach, 10 maart 1960) is een Amerikaanse scenarioschrijver en regisseur.

## Biografie
Scott Frank werd in 1960 geboren in Fort Walton Beach (Florida). Hij studeerde aan de Universiteit van Californië in Santa Barbara en behaalde in 1982 zijn bachelordiploma in de richting film.
Frank begon zijn filmcarrière in de jaren 1980 als scenarioschrijver. In de eerste helft van de jaren 1990 werkte hij mee aan films als Dead Again (1991), Malice (1993) en Get Shorty (1995). Nadien gooide hij hoge ogen met zijn scenario voor de misdaadkomedie Out of Sight, dat gebaseerd was op de gelijknamige roman van Elmore Leonard. Het script werd in 1998 verfilmd door Steven Soderbergh en leverde Frank een Oscarnominatie op. In de daaropvolgende jaren werd hij door Steven Spielberg ingeschakeld om Jon Cohens scenario voor de sciencefictionfilm Minority Report (2002) te bewerken.
In 2007 schreef en regisseerde Frank de misdaadthriller The Lookout. De film werd een financiële flop. Nadien werkte hij met regisseur James Mangold samen aan twee Wolverine-films: The Wolverine (2013) en Logan (2017). Die laatste film bracht wereldwijd meer dan 600 miljoen dollar op en kreeg overwegend positieve recensies.
In de periode 2016–2017 ontwikkelde hij voor Netflix de miniserie Godless (2017). De westernreeks werd gebaseerd op een filmscenario dat Frank een decennium eerder geschreven had, maar niet verfilmd kreeg. Nadien schreef en regisseerde hij voor de streamingdienst ook de miniserie The Queen's Gambit (2020).

## Prijzen en nominaties
| Prijs         | Categorie                   | Film                | Resultaat   |
| ------------- | --------------------------- | ------------------- | ----------- |
| Academy Award | Beste scenario (adaptatie)  | Out of Sight (1998) | Genomineerd |
| Academy Award | Beste scenario (adaptatie)  | Logan (2017)        | Genomineerd |
| Golden Globes | Beste scenario              | Get Shorty (1995)   | Genomineerd |
| WGA Award     | Beste scenario (adaptatie)  | Out of Sight (1998) | Gewonnen    |
| WGA Award     | Beste scenario (adaptatie)  | Get Shorty (1995)   | Genomineerd |
| WGA Award     | Beste scenario (adaptatie)  | Logan (2017)        | Genomineerd |
| WGA Award     | Beste originele tv-scenario | Godless (2017)      | Genomineerd |

## Filmografie
Film
- Plain Clothes (1988)
- Dead Again (1991)
- Little Man Tate (1991)
- Malice (1993)
- Get Shorty (1995)
- Heaven's Prisoners (1996)
- Out of Sight (1998)
- Minority Report (2002)
- Flight of the Phoenix (2004)
- The Interpreter (2005)
- The Lookout (2007) (scenario, regie)
- Marley & Me (2008)
- The Wolverine (2013)
- A Walk Among the Tombstones (2014) (scenario, regie)
- Logan (2017)

Televisie
- The Wonder Years (1988) (1 aflevering)
- Fallen Angels (1993) (1 aflevering)
- Karen Sisco (2004) (1 aflevering)
- Shameless (2011) (1 aflevering – scenario, regie)
- Hoke (2014) (tv-film – scenario, regie)
- Godless (2017) (7 afleveringen – scenario, regie)
- The Queen's Gambit (2020) (7 afleveringen – scenario, regie)